# Hüseyin Özkan
Hüseyin Özkan (n. 20 ianuarie 1972, Argun, RSFS Rusă, URSS) este un judocan sovietic, medaliat olimpic. A participat la o ediție a Jocurilor Olimpice (2000) în care a câștigat o medalie de aur.

## Participări
Lista de mai jos prezintă principalele competiții la care a participat Hüseyin Özkan de-a lungul carierei.
- judo at the 2000 Summer Olympics – men's 66 kg[*]